# Franz Olck
Franz Theodor Olck (* 25. November 1841 in Königsberg; † 24. November 1905 ebenda) war ein deutscher Klassischer Philologe.

## Leben und Werk
Franz Olck, der Sohn des Kaufmanns H. Olck und Enkel des reformierten Pfarrers Christian Heinrich Olck (1753–1804), besuchte von 1854 bis 1860 das Collegium Fridericianum und studierte anschließend Evangelische Theologie und Klassische Philologie an der Universität Königsberg. Das Sommersemester 1862 verbrachte er an der Universität Heidelberg. Er schloss das Studium nicht mit einer Promotion ab, sondern lediglich mit der Lehramtsprüfung in den Fächern Latein, Griechisch und Religionslehre.
Nach einem Jahr als Schulamtskandidat an der Realschule auf der Burg in Königsberg ging Olck Michaelis 1865 als ordentlicher Lehrer an das Gymnasium in Thorn. 1867 kehrte er als ordentlicher Lehrer an das Gymnasium auf der Burg zurück, wo er bis zu seinem Eintritt in den Ruhestand am 1. April 1894 wirkte. 1884 wurde er zum Gymnasialprofessor ernannt.
Olcks wissenschaftliche Arbeit konzentrierte sich auf die römische Literatur (Horaz) sowie die antike Chronologie und Meteorologie. Sein besonderes Spezialgebiet waren die antike Landwirtschaft und Botanik. In diesem Bereich verfasste er von 1893 bis zu seinem Tod 90 Artikel für die Realencyclopädie der classischen Altertumswissenschaft. Eine Monografie mit dem Titel Die Gemüse der Griechen und Römer konnte er wegen seines Todes nicht mehr veröffentlichen.

## Schriften (Auswahl)
- Die unechten Stellen in den Oden des Horaz. Königsberg 1868 (Schulprogramm)
- Die neuesten Ansichten über die Ziele des höheren Unterrichts. Königsberg 1878